# Isidora Žebeljan
Isidora Žebeljan, née le 27 septembre 1967 à Belgrade (république fédérative socialiste de Yougoslavie) et morte le 29 septembre 2020 dans la même ville, est une compositrice, pianiste et cheffe d'orchestre yougoslave puis serbe.